# Lumiq Studios
Lumiq Studios S.r.l è  un'azienda italiana, di proprietà pubblica, che produce cartoni animati CGI e film in live action. Fornisce servizi tramite i propri Teatri di posa, offrendo supporto ad attività di post produzione e digital intermediate, operando nell'ideazione, sviluppo, produzione e commercializzazione di prodotti e servizi per il cinema, la televisione, la pubblicità, la multimedialità e il new media.
La sede è a  Torino, in Corso Lombardia 190, nel complesso di Virtual Reality & Multi Media Park, ossia presso i vecchi studi Fert.
Tramite la Virtual, che la controlla al 100%, Lumiq è posseduta da Comune di Torino, Città metropolitana di Torino, Regione Piemonte, Università e Politecnico di Torino.

## Filmografia

### Lungometraggi e cortometraggi
- The Devil's Violinist, 2013 - produzione esecutiva (Italian Unit)
- Black to the moon 3D[2], 2012, animazione, 90 min, coproduzione con Baleuko films, distribuzione
- Italian Movies, 2012, live action, 90, coproduzione con Indiana Production
- Quando la notte, 2011, live action, 90, coproduzione con Cattleya
- C'è chi dice no, 2011, live action, 35 mm, 83 minuti - associazione in partecipazione con Cattleya
- Un Altro Mondo, 2010, live action, 35 mm, 83 minuti - associazione in partecipazione con Cattleya
- La Donna della mia vita, 2010, live action, 35 mm, 83 minuti - associazione in partecipazione con Cattleya
- OGR: Officine Grandi Riparazioni, 2010, video documentario - produzione
- Promeny, 2009, live action, 35 mm, 83 minuti - coproduzione con la Repubblica Ceca
- Donkey Xote, 2007, animazione 3D, 35 mm, 90 minuti, coproduzione con la spagnola Filmax Animation; il film ha il riconoscimento di interesse culturale del MiBAC
- La notte eterna del coniglio, 2007, orrore, 35 mm, 72 minuti, coproduzione con RAI: dopo una guerra nucleare, quattro famiglie torinesi si ritrovano a sopravvivere in altrettanti bunker a tenuta d'aria e comunicano tra loro attraverso un sistema satellitare. Sanno di non poter uscire a causa dell'atmosfera radioattiva, ma anche di non poter sopravvivere abbastanza a lungo nei bunker. A un certo punto si iniziano a sentire dei colpi alla porta di uno dei rifugi...
- Prisoners of Freedom, 2005,diretto da Laura Quaglia, film storico su Solidarność, 35 mm, 85 minuti; tra i protagonisti Lech Wałęsa ed il generale Wojciech Jaruzelski. Dopo la caduta del muro di Berlino, due donne, una delle quali impiegata ai cantieri navali di Danzica, s'incontrano e lottano per sopravvivere in un mondo di uomini. Una delle due, Anna Walentinovicz, andrà in prigione in una Polonia in bilico tra capitalismo e socialismo. Co-Prodotto da The Quail Flies independent(I) e GlobusXXI(RU).
- L'età del Fuoco, 2004 - co-produzione

### Serie televisive
- Lot of Laughing, 2008, serie TV animazione 3D - coproduzione con Cydonia e Universo
- Amazing World, 2006 - coproduzione con RAI
- Do You Like Hitchcock?, 2005 - servizi di post-produzione
- La bambina dalle mani sporche, 2005 - production facility
- Amazing History, 2004 - coproduzione con RAI
- Cartoons on the Bay, 2003 - co-produzione con RAI

### Services
- The Gambler Who Wouldn't Die, 2013 - sound services
- Cosimo e Nicole, 2012 - production services
- Rust, 2011 - post-production sound services
- Femmine contro uomini, 2011 - production services
- Uomini contro femmine, 2010 - production services
- Imago Mortis, 2009 - production facility
- Armando Testa - Povero ma moderno, 2009, documentario - production facility
- Baarìa, 2009, post-production facilities
- Tutti intorno a Linda, 2009, production services
- I demoni di San Pietroburgo, 2008 - costruzione scenografia e teatri di posa
- Peopling the Palaces at Venaria Reale, 2007 - production facility
- Il dolce e l'amaro, 2007 - production services
- Centochiodi, 2007 - post-production services
- Anastezsi, 2007 - production services
- Il 7 e l'8, 2007 - post-production services
- Il mercante di pietre, 2006 - effetti speciali - nomination per gli effetti speciali visivi al David di Donatello[3]
- La strada di Levi, 2006, documentario - post-production services
- I giorni dell'abbandono, 2005 - production facility
- Round Trip, 2004 - production services
- Dopo mezzanotte, 2004 - production services
- Senza freni, 2003 - production services